# Emhart Teknologies
Emhart Teknologies ist ein US-amerikanischer Hersteller von Befestigungstechnik mit Zentrale in Shelton, CT (USA). In Deutschland firmiert Emhart Teknologies als Tucker GmbH und hat ihren Sitz in Gießen.
Die Tucker GmbH wurde 1959 gegründet und gehört seit 1972 zur Emhart Teknologies Group. Diese ist Teil der Stanley Black & Decker Corporation in New Britain (USA).
Rund 900 Mitarbeiter an 12 europäischen Standorten entwickeln, produzieren und vertreiben Befestigungs- und Verbindungstechnik. Dazu gehören Metallelemente, wie Schweißbolzen, Stanzniete und Blindniete, ebenso wie die Maschinen und Anlagen, die für die Nutzung der Technik benötigt werden. Dazu gehören Bolzenschweißanlagen, Stanznietanlagen und Blindnietsetzgeräte. Eine weitere Produktlinie sind Kunststoff-Clips, die hauptsächlich auf Schweißbolzen gedrückt werden und verschiedene Befestigungsaufgaben erfüllen.

## Spezialisierung innerhalb der Befestigungstechnik
Emhart Teknologies ist in Europa spezialisiert auf die Befestigung von
- Leitungssystemen
- Bordnetzen
- Modulen und Baugruppen
- Verkleidungen und Abdeckungen
- Leisten und Dichtungen

Eine Besonderheit des Unternehmens ist der umfassende Ansatz, mit dem die Befestigungslösung für den Kunden gewählt wird. Von der Beratung über Entwicklung von Problemlösung und den dazu nötigen Komponenten, die Herstellung von Teilen und Geräten sowie Schulung bis hin zu technischem Service und Wartung gehören zu Produktportfolio von Emhart Teknologies. Mit diesem Angebot einer der führenden Anbieter von Befestigungstechnik in seinem Bereich.

### Kunden des Unternehmens
Zu den wichtigsten Kunden gehören Automobilhersteller, Nutzfahrzeughersteller, Hersteller von Weißer Ware, Elektronik und Metallverarbeitung, ebenso wie die Zuliefererindustrie.

## Marken
Emhart Teknologies ist Inhaber verschiedener Marken in der Befestigungstechnik.
- Tucker – „Lochloses“ Befestigen – beinhaltet Bolzenschweißgeräte, Schweißbolzen, Kunststoff-Clips, und Mechanisches Fügen (Stanznieten und Clinchen).
- POP Nietsysteme steht für Blindniete und Setzgeräte.
- Vgrip steht für einen neuen Typ Blindniet, der den hohen Anforderungen der Automobilindustrie und ähnlichen Bedingungen gerecht wird.
- Stanley Assembly Technology beinhaltet Schraubtechnik, Schraubabstützungen, Teleskope und intelligente Handlingsysteme.
- Weldfast steht für das direkte Aufschweißen von Metallhaltern und beinhaltet Halter und Schweißanlagen.
- Nutfast steht für das direkte Aufschweißen von Tucker Nuts (Schweißmuttern) und beinhaltet Muttern und Schweißanlagen.
- Plastifast steht für das automatische Setzen von Kunststoffclips in der Serienfertigung
- POPNut steht für Gewindeeinsätze und die dazu passenden Setzgeräte.
- POPBolt ist ein Setzsystem für M6-Bolzen mit einem Sortiment von Bolzen, Hülsen und Setzgeräten.
- Helicoil Gewindeeinsätze erzeugen hochfeste, verschleißfreie, thermisch belastbare Gewinde. Sie werden von der Böllhoff GmbH & Co. KG als Lizenzinhaber gefertigt und weltweit vertrieben. Stanley hat eine Lizenz für Reparaturanwendungen im Automotive-Bereich sowie für alle Nicht-Automotive-Anwendungen in Nordamerika.
- Spiralock ist eine Innengewindeform (weibliches Gewinde), die Quervibrationen gegenüber besonders widerstandsfähig ist und so der Hauptursache gelockerter Gewinde entgegenwirkt.
- Dodge steht für Gewindeeinsätze für Kunststoffe.
- Gripco beinhaltet Muttern, Schweißmuttern und Käfigmuttern.
- FIT steht für Gewindeeinsätze und Komponenten für den Flugzeugbau.

## Geschichte
1888 gründete George Tucker eine kleine Firma in Birmingham, UK, die Ösen für Lederschuhe herstellt. 1900 wurde die George Tucker Eyelet Company Teil der United Shoe Machinery Company (USM), USA. In den 1940er Jahren wurde aufgrund einer Anfrage aus der Flugzeugindustrie der erste POP „Blind“-Niet von der George Tucker Eyelet Company entwickelt. In den 1950er Jahren wurden Wachstumschancen für POP Niete auf den industriellen Absatzmärkten innerhalb der EWG erkannt. Die Tucker GmbH wurde 1959 in Gießen, Deutschland, gegründet. In den 1970er Jahren begann die Tucker GmbH mit der Herstellung von Bolzenschweißgeräten, Bolzen und Kunststoffteilen und lieferte diese an die Automobilindustrie. USM öffnete neue Filialen für Verbindungstechnik in Spanien, Frankreich und den skandinavischen Ländern. 1976 fusionierten USM und Hartford Empire zum Unternehmen Emhart. Emhart wurde 1989 von der Black & Decker Corporation aufgekauft. 1999 eröffnete die Tucker GmbH in Gießen eine neue, hochmoderne Kunststoff-Fertigung. 2010 fusionierte Black & Decker mit Stanleyworks und bildet seither die Stanley Black & Decker Corporation.

## Umbenennung
Am 27. Februar 2013 wurde die Übernahme von Infastech durch Emhart Teknologies rechtskräftig. Das Unternehmen mit Hauptsitz in Asien bringt u. a. die Marken Avdel, ElCo und iForm mit in das Unternehmen. 
Die beiden Einheiten wurden zusammengeführt und heißen vom Tag der Übernahme an STANLEY Engineered Fastening.